# Treta Yuga

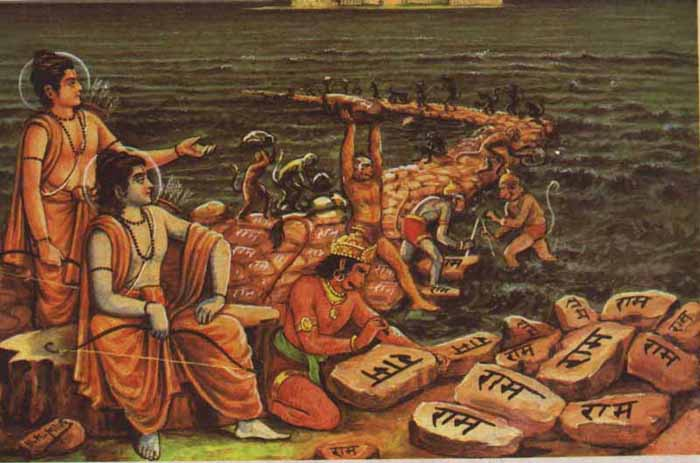
Secondo la credenza indù, gli eventi del Rāmāyaṇa (tra cui l'edificazione, qui illustrata, di un ponte con mattoni galleggianti) hanno avuto luogo nel Treta Yuga.

Nella religione induista, il Tretā Yuga (devanagari: त्रेता युग) è la seconda delle quattro ere di evoluzione della vita (yuga), corrispondente all'età dell'argento.

## Caratteristiche

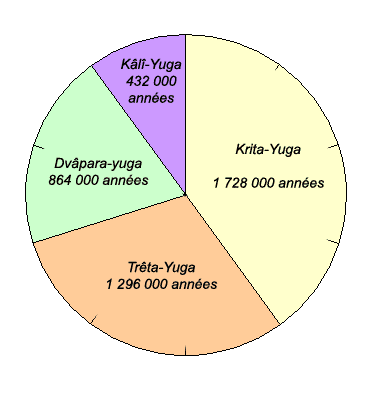
Suddivisione di un kalpa secondo la durata dei quattro yuga di cui è composto.

Esso è precisamente il periodo durante il quale l'essere umano sviluppa capacità intellettive fino al 75% del suo potenziale, riescendo a comprendere il magnetismo divino il quale è all'origine delle varie forze elettriche. Tale magnetismo è in stretta correlazione con l'esistenza di tutto il creato.
Secondo Sri Yukteswar il Tretā Yuga ha una durata di 3.600 anni divini, ovvero 1.296.000 anni solari. La sua alba e il suo tramonto (ovvero i suoi sandhi) hanno entrambi la stessa durata di 300 anni (cioè: 300+3.000+300=3.600 anni). I sandhi sono i periodi di transizione tra i rispettivi Yuga.
Secondo René Guénon gli anni indicati nei dati tradizionali sarebbero simbolicamente esagerati al fine di sviare i profani. Facendo comparazione con dati di altre tradizioni, indica per il Treta Yuga la durata di 19440 anni che corrisponde all'incirca a tre quarti di un ciclo di precessione degli equinozi.